# Güéjar Sierra
Güéjar Sierra – gmina w Hiszpanii, w prowincji Grenada, w Andaluzji, o powierzchni 238,95 km². W 2011 roku gmina liczyła 3007 mieszkańców.